# トランスフォーマー スーパーリンク
『トランスフォーマー スーパーリンク』は、トランスフォーマーシリーズに属するアニメ作品。全52話（本編51話+特別編）。『超ロボット生命体トランスフォーマー マイクロン伝説』の続編である。

## 概要
2004年1月9日から同年12月24日までテレビ東京系列6局（テレビ北海道、テレビ東京、テレビ愛知、テレビ大阪、テレビせとうち、TVQ九州放送）をはじめとした日本の放送局にて放送された。TXNでの放送時間は金曜日の18:00 - 18:30。アメリカ合衆国では2004年1月31日から2005年1月31日まで『TRANSFORMERS ENERGON（トランスフォーマーエネルゴン）』というタイトルでカートゥーン ネットワークで放送された。BSジャパンでは2004年1月13日から2005年1月4日まで毎週火曜日午後6時55分台に時差ネットで放送されていた。トランスフォーマーシリーズ20周年の記念作品でもある。
いわゆる『マイクロン三部作』（『マイクロン伝説』、『スーパーリンク』、『トランスフォーマー ギャラクシーフォース』）の第2作である。
『マイクロン伝説』の10年後を舞台としているが、トランスフォーマーが手描きではなく、3DCGIで描かれ、キャラクターデザインも大幅に変更されている。プロデューサーの石川裕人は内容的には新たなシリーズであるとの認識で立ち上げているとしている。その理由として『マイクロン伝説』が一つの物語として完結したため、単純に続編として位置づけることが難しく、続編にこだわって新規の視聴者の敷居を高くするよりは、最低限のリンクを残しつつ、新たな気持ちで始めるというスタッフの偽らざる気持ちがあったからと語る。本作のテーマはタイトルの通り、「リンク＝絆」である。
登場するサイバトロンの多くが、大型ロボットの上半身と下半身の両方に変形する能力を備えており、2体のトランスフォーマーで上下合体（スーパーリンク）することでパワーアップできる。対するデストロンは攻撃形態であるハイパーモードに変形する。
『トランスフォーマー ザ・ムービー』のオマージュとも言える演出が見られた前作に引継ぎ、今作では『戦え!超ロボット生命体トランスフォーマー2010』や『トランスフォーマー ザ☆ヘッドマスターズ』のオマージュと見える演出が見られ、また『G1』 - ザ・ヘッドマスターズ期のサイバトロン戦士やデストロン兵士をリメイクしたキャラクターが散見できる。
シリアスなストーリーの中に前作と打って変わってテンションの高い話が多く見られ、過去に『ビーストウォーズ』に出演したキャストが多く今作に参加している。また、アイキャッチでは各キャラクターのコメントが入っている。また普段はCGで描かれたトランスフォーマーも、第16話でアイアンハイドが消滅するシーンや第51話で巨大化したオメガコンボイとガルバトロンの戦闘など状況に応じてでセルで描かれることがある。

## あらすじ
『マイクロン伝説』の戦いから10年後。地球では新たなエネルギー・「エネルゴン」が発見された。
そんな中、ユニクロンの中からアルファQ率いるテラーコン軍団が各地に建造されたシティからエネルゴンの強奪を開始した。グランドコンボイ率いるチームコンボイはエネルゴンを守るために地球へ向かう。メガトロン復活を条件にアルファQ側に寝返る旧デストロン。そして、メガトロンはガルバトロンとして復活。アルファQを追い出し、ユニクロンに君臨。
ユニクロンに破壊された自分の惑星を復活させようとするアルファQ、ユニクロンを復活させ未来を掴もうとするガルバトロン、過去の過ちを繰り返させないためにユニクロン復活を阻止させようとするグランドコンボイ。エネルゴンを巡って三つ巴の争奪戦が繰り広げられる。

## 前作からのキャラクター
序盤から姿が変わっているキャラクター
- コンボイ→グランドコンボイ
- ホットロッド→ホットショット
- ジェットファイヤー→スカイファイヤー
- スタースクリーム→ナイトスクリーム

本編において姿が変わったキャラクター
- メガトロン→ガルバトロン
- アイアンハイド→アイアントレッド
- サンドストーム→スノーストーム
- ショックウェーブ→ショックフリート

ガルバトロンを除き声優が変わったキャラクターに関してははっきりと同一人物だと判断できる描写は見られなかったが、『テレビマガジン』の付録のビデオにはコンボイたちは地球の科学者との交流に備え姿を変えたとされている。しかしスタースクリームは同一人物と断定できる直接的な描写が無く、そうと思わせる描写にとどまっている。

## キャラクター
声優は、日本語版 / 英語版。

### トランスフォーマー

#### サイバトロン / Autobots
スーパーリンク戦士が合体（スーパーリンク）した時の名前は合体相手にかかわらず「スーパーリンク◯◯（上半身の戦士名）」

#### サイバトロン チームコンボイ / Team Optimus Prime
総司令官 グランドコンボイ / Optimus Prime
声 - 小西克幸 / ゲイリー・チョーク
サイバトロンの総司令官であり、チームコンボイのリーダー。トレーラートラックに変形する。前作の（アルマダ）コンボイと同一人物で、ラッドやアレクサからはコンボイと呼ばれることもある。
過去の過ちを繰り返さぬようユニクロン復活を阻止するために戦う。部下に厳しく自ら訓練を担当するなどやや豪快な面もあるが、仲間からの信頼は極めて厚い。さらに、ウイングセイバーとの合体で「ウイングコンボイ」、オメガスプリームとの合体で「オメガコンボイ」となるが、一貫して「グランドコンボイ司令官」と呼ばれていた。
胸部より、「司令官の証」と称されるマトリクスブラスターを顕現させたこともある。
前作同様心の底ではガルバトロン（メガトロン）との戦いでの決着を望んでおり、終盤での一騎討ちの際には自分を援護しようとした仲間を撃墜し「邪魔をするな！」と一喝し、またユニクロンに意識を奪われていたガルバトロンを「私の生涯の友」と呼びかけて正気に戻し、決戦に挑んだ。
ハスブロ（日本国外）版玩具の初期ロットではマスクに口モールドが存在する。また劇中では上下合体のスーパーリンクは行わないが、玩具では上下合体の可能な『SLグランドコンボイ』が発売された。
グランドフォース / Prime Force
ジョーンズが製作した4機のサポートメカ。予備のグランドフォースが多く存在する。グランドコンボイはこれを利用し、相手にぶつけるという戦法も取っていた。グランドコンボイの両腕や両足に合体可能。
グランドコンボイ スーパーモード
グランドコンボイがコンテナに収納されている4機の「グランドフォース」と合体（グランドクロス）した姿。各グランドフォースは両手両足のどこにでも合体可能。アニメでは基本形態以外も披露された。必殺技は全身の火器を一斉発射するグランドファイヤー。
ファイヤー1 / Fire-1
梯子車型のグランドフォース。消火活動も可能。スーパーモードでは右腕、または右脚に合体。
ジャイロ2 / Copter-2
ヘリコプター型のグランドフォース。グランドフォースで唯一飛行可能なために偵察にも使われ、合体した後に切り離されることも多い。スーパーモードでは左腕、または左脚に合体。
ディガー3 / Digger-3
ドリル戦車型のグランドフォース。スーパーモード時は右脚、または右腕に合体。右腕に合体した際にはドリルによる攻撃も繰り出していた。
サブマリン4 / Submarine-4
潜水艦型のグランドフォース。スーパーモード時は左脚、または左腕に合体。左腕に合体した際は強力なマジックハンドによる攻撃もできる。
ウイングコンボイ / Optimus Prime Sonic Wing Mode
第26話から登場。グランドコンボイとウイングセイバーがスーパーリンクした姿。高い機動力を得て、飛行可能となる。部下に「ウイングコンボイと呼んでくれ」と言ったが、1度しか呼ばれなかった。
ジェットモード / Flight Mode
ウイングコンボイの通常形態。ウイングセイバーの胴体が両腕に、両足がそのまま足に合体する。必殺技は全身の火器を一斉発射するメテオストーム。
キャノンモード / Fight Mode
ウイングコンボイの火力重視形態。ウイングモードとは逆にウイングセイバーの両足が両腕となり、胴体が両足となる。必殺技はグランドフォースと共に一斉砲撃するファイナルメテオ。
オメガコンボイ / Optimus Supreme
第36話から登場。グランドコンボイとオメガスプリームがスーパーリンクした姿。左右に分割したオメガスプリームの胴体に挟み込まれる形で合体する。オメガスプリームの力をほとんど受け継ぐが、この合体にはグランドコンボイのスパークへの負担が大きく、下手をすればガルバトロンと同じく自分自身もユニクロンの破壊衝動に飲み込まれる危険性を孕んでいる。必殺技は全身の火器を一斉発射するマキシマムファイヤー」、左手から放つオメガファイナルインパクト。グランドフォースをオプションパーツとして手足のジョイント部に結合することもできる。ユニクロンとの決戦ではプライマスの力でユニクロンと同等にまで巨大化し、終盤ではオメガスプリーム抜きでこの姿に変化した。そして最終話である第51話では仲間たち（スペリオンを除くチームコンボイ、チームロディマス、チームスプラング）とスーパーリンクして、シャイニングオメガコンボイとなった。ウイングコンボイ同様、そのままグランドコンボイと呼ばれている。
武闘家 ロードバスター / Ironhide
声 - 岩田光央 / マット・ヒル
ホットショットに憧れる若き士官候補生。4WDに変形する。10年ぶりの地球への出動の際に志願してチームコンボイに参加。キッカーの相棒となる。当初はキッカーとも仲が悪く（地球人を貧弱と小馬鹿にしていた）、未熟さが目立ったが、戦いの中でキッカーの強さを認めて、その考えを改め、中盤以降はベストコンビになる。そして、彼自身も大きく成長を遂げていく。「スゲーぜ（スゴイぞ）自分」が口癖（怖気づいた際には自分に言い聞かせているように発していた）。第38話のユニクロンとの戦いで負傷するが、プライマスの光を浴びロードバスターW（ワイルド） / Energon Ironhideにパワーアップする。
戦闘指揮官 ホットショット / Hot Shot
声 - 鳥海浩輔 / ブレント・ミラー
サイバトロンNo.1の走行速度を誇る戦士。黄色いスポーツカーに変形する。前作のホットロッドと同一人物で、以前に比べ冷静な性格になった。
10年前のユニクロン戦争での活躍により、ロードバスターを含め士官候補生たちの憧れの的となっている。ロディマスコンボイを尊敬しており、彼とのスーパーリンクに憧れていた。第38話のユニクロンとの戦いで負傷するが、プライマスの光を浴びホットショットF（ファイヤー） / Energon Hotshot / Hotshot Fire（銀色のスポーツカーに変形）にパワーアップする。
副司令官 スカイファイヤー / Jetfire
声 - 檜山修之 / スコット・マクニール
サイバトロンの副司令官。スペースシャトルに変形する。前作のジェットファイヤーと同一人物で、熱い性格だが面倒見は良い。
チームコンボイの切り込み隊長的存在だが、一歩引いたポジションで仲間を見守る冷静さも持っている。チームでは数少ない飛行能力を持ち、下半身にスーパーリンクすると飛行能力を付与することができる。第38話のユニクロンとの戦いで負傷するが、プライマスの光を浴びスカイファイヤーS（ソニック） / Overcast / Skyfire Sonic にパワーアップする。特別編には彼をもとにしたデータ体が登場するが、本人に輪をかけて暑苦しい性格で自分がデータであることを自己主張しており組んでいたロードバスターにやや引かれていた。
防衛参謀 インフェルノ / Inferno
声 - 神奈延年 / マイケル・デインジャーフィールド
サイバトロンの防衛参謀。青色灯を装着した消防車に変形する。はしごが変形した大型のライフルが武器。クールな性格であるが自然あふれる地球を愛している。射撃が得意であり、ロードバスターに射撃を教えたこともある。上半身にスーパーリンクすると肩越しに巨大なランチャーが装備される。第32話でアイアンプラネットにてガルバトロンの手によりデストロンに洗脳されそうになるが、自分の手でそれに打ち勝つ。その際に太陽に落下してしまい、ボディは失うもののスパークは回収され、第35話でプライマスの手によりインフェルノV（ボルト） / Roadblock（クレーン車に変形）に生まれ変わる。
航空爆撃官 ウイングセイバー / Wing Saber
声 - 遊佐浩二 / コリン・マードック
第21話から登場。ステルス戦闘機に変形する。元はサイバトロンの監守ウイングダガー / Wing Dagger。脱獄し同僚パッドロック / Padlock（声 - 飛田展男 / ロン・ヘイルダー）を殺したレーザーウェーブを捕まえようとするが、第23話の戦いでエネルゴンタワーの下敷きになり死亡するが、続く第25話でプライマスから新しいボディを授かり誕生した。新たなコンビネーションスパークの力でグランドコンボイとウイングコンボイ（ジェットモード / キャノンモード）にスーパーリンクできる。転生当初はグランドコンボイの意思に従って行動するという消極的な姿勢で行動することを望み、個を必要以上に消していたが、グランドコンボイの叱咤を受け一人の戦士としての自覚を持ち、セイバートロンをデストロンに占拠された際には、レジスタンスのリーダーを務めるまでに至る。機体の上に仲間を乗せて行動することも出来る。特別編ではオメガコンボイの登場により、合体の機会が減ったことを気にしている面が見られた
賢神 オメガスプリーム / Omega Supreme
声 - 三宅健太 / スコット・マクニール
第34話から登場。セイバートロン星の地下深くに存在する太古の神殿で永い眠りに就いていた古の賢者。前大戦よりも遥か過去にユニクロンと戦ったことがあるとされる。戦艦に変形する。巨体で落ち着きのある性格である。全身に火器を装備している上、念動力を操ることができる。頭部に変形する小型トランスフォーマー・オメガが本体。胴体はオメガバトルシップとオメガトレインに変形する。また第38話のみ、これらはオメガクラッシャーとオメガフォースガンと呼ばれる砲台になり、さらに合体しオメガフォートレスと呼ばれる戦艦になる。グランドコンボイとスーパーリンクし、オメガコンボイとなることができる。
航空合体戦士 スペリオン / Superion Maximus
声 - 千葉一伸 / ポール・ドブソン
第40話から登場。スーパーエネルゴンの泉の周りを守るように眠っていた古代の戦士。グランドコンボイに希望を見い出し、サイバトロンに加入。最初は仲間に不慣れだったが、自分を迎えてくれる仲間の素晴らしさを知るようになる。また、ビルドロン・ブルーティカスとの決戦においては手足を分離させビルドロンの動きを封じ込め本体（スカベンジャー）を撃破、しかしブルーティカスに手足を破壊されピンチに陥るも破壊された手足に代わり遺されたビルドロンの手足をスーパーリンクし勝利、古代からの因縁に決着を付けた。その後、最終話である第52話の最終決戦の最中に死亡した。
手足になる戦士に意志、人格があるのかは不明。
アフターバーナー / Storm Jet
第41話から登場。Tu-128に変形するエアーボットのリーダー。冷静に物事を判断したり敵を追撃したりと万能な一面を魅せる。ただ、休眠状態にあったため感情が鈍くランディングギアを出しっぱなしの状態で飛行していた。スペリオンの際は胴体に変形する。G1のキャラクターを思わせるが名前は前作で使用されているためコンピューティコンのメンバーの1体の名前が使われている。
エアライダー / Treadshot
第41話から登場。Su-50を思わせる戦闘機に変形する。スペリオンでは右腕を形成。
スリング / Sky Shadow
第41話から登場。A-10に変形する。スペリオンでは右足を形成。
スカイダイブ / Terradive
第41話から登場。スリングと同様にA-10に変形する。スペリオンでは左腕を形成。
ファイヤーボルト / Windrazor
第41話から登場。エアライダーと同様にSu-50を思わせる戦闘機に変形する。スペリオンでは左足を形成。
スペリオンの兄
スペリオンと同型の1体。復活する前にガルバトロンに粉砕されてしまう。だが、終盤では亡霊となりスペリオンの援護をしている。

#### サイバトロン チームロディマス
司令官 ロディマスコンボイ / Rodimus
声 - 置鮎龍太郎 / ポール・ドブソン
第13話から登場。グランドコンボイと並ぶチームロディマスの司令官。セミトラックに変形する。沈着冷静なフロンティアスピリッツの持ち主で保守的なグランドコンボイとの思想の違いもあり8,000年前にセイバートロン星を離れていたが、ユニクロンの復活を機に帰還。アルファQの故郷の星を守れなかったことに負い目を感じており、彼らに加勢しグランドコンボイと対立したが後に和解。グランドコンボイの指揮下に入り共にデストロンに立ち向かった。
ハイウェイパトロール レッドアラート / Prowl
声 - 保村真 / アリステア・エイベル
第13話から登場。ロディマスコンボイと旅をしてきたチームロディマスの一人。F1型パトカーに変形する。一人称は「おいら」。少年のように純真な性格で普段は穏やかだが短気な一面があり、キレると「逮捕だー！」と叫ぶことが多い。銃からはビームロープを発射することも出来る。スーパーリンクは下半身がメインであり、上半身になったのは特別編のみ。しかしスーパーリンク相手のホイルジャックも上半身に変形したため、失敗に終わっている。
トラフィックガード ランドマイン / Landmine
声 - 三宅健太 / ワード・ペリー
第13話から登場。ロディマスコンボイと旅をしてきたチームロディマスの一人。装甲回収車（モータースクレイバー）に変形する。侍のような口調であり、一人称は「拙者」で、語尾に「ござる」とつける。他のトランスフォーマーとのスーパーリンクは出来ないが、後部ビークル・ランドクレーンと合体することによりスーパーモードにパワーアップする。その怪力やクレーンで戦う。任務よりも武士道を重んじる性格であり、第38話のユニクロンとの戦いにおいて、チームコンボイの一人として戦い負傷するが、プライマスの光を浴び白いボディにパワーアップした。日本国外製品の“Landquake”（ランドクエイク）に相当するが、玩具は国内未発売で新名称も付けられていない。特別編ではオーバードライブにハクドマインとあだ名されている。

#### その他のサイバトロン
以下の3名は上記のメンバーと合流する前には独自に集団行動していた様子だが、チーム名は特に持たない。他のチームのようにチーム内でスーパーリンクを行う描写も無く、オーバードライブとホイルジャックは他のメンバーとスーパーリンクを行っていた。
極地戦士 オーバードライブ / Cliffjumper
声 - 小西克幸 / ロン・ベル
第28話から登場。チームコンボイの捜索隊の一人として登場。バギーに変形する。ノリが軽く、「チェケラッチョ」が口癖で語尾に「YO!」とつける。宇宙船の操船技術に長けており、ミランダIIの操船を担当してもいる。ホイルジャック同様下半身にスーパーリンクするとスピードが大幅に上がる。第38話のユニクロンとの戦いにおいて、チームコンボイの1人として戦い負傷するが、プライマスの光を浴び青いボディにパワーアップした。日本国外製品の“Beachcomber”（ビーチコンバー）に相当するが、玩具は国内未発売で新名称も付けられていない。パワーアップ後はスーパーリンクを行っていない。
日本版の玩具はサウンドギミックが削除されている。
特殊技術家 ホイルジャック / Downshift
声 - 保村真 / タイ・オルソン
第28話から登場。チームコンボイの捜索隊の一人として登場。スポーツカーに変形する。キザなナルシスト。武器は2挺の銃で、ビークルモードのウイングと合体させて使用することも可能。下半身にスーパーリンクするとスピードが大幅に上がる。相性がいいためか、ホットショットとコンビを組むことが多かった。
空中防衛官 スプラング / Bulkhead
声 - 飛田展男 / フレンチ・ティックナー
第30話から登場。戦闘ヘリに変形する。一人称は「ワシ」。サイバトロン歴戦の勇士であり、その武名には多くのサイバトロン戦士たちが敬意を払っている。とても大らかな性格の持ち主でもある。通称「ご隠居」。そのためか、非戦闘時はローターブレードを杖代わりに使っている。他のトランスフォーマーとのスーパーリンク能力は持たないが、アタックブースターを背面に合体させスーパーモードになり、その強力な火力で敵を圧倒する。ローターブレードでの格闘戦も得意とする。

#### デストロン / Decepticons
ガルバトロン / Megatron
声 - 遠藤純一 / デビッド・ケイ、リチャード・ニューマン（第14話のみ）
前作のマイクロン伝説でコンボイの救いを拒否しユニクロンに吸い込まれ行方不明になっていたメガトロンが10年の時を経て、体はユニクロンの一部と化していたが、そのスパークは奇跡的に残っており、第4話でアルファQによってスパークからメガトロンソードを奪われた。第6話でユニクロン再生のため投下していたエネルゴンを吸収したのがアルファQに露見し、メガザラックによって止めを刺されたが、ユニクロンのエネルゴンを吸収して復活した姿。戦闘爆撃機（ガンシップ）に変形するようになった。G1と同様に以前の老獪で厳格な性格から凶暴かつ直情的な性格となり、前作の終盤で少し芽生えた地球人に対しての情は失っており、そればかりか地球中の人類を皆殺しにしてしまおうと企てた。アルファQを追放してユニクロンを乗っ取り、その力を支配しようとする。冷酷非情で目的のためには手段を選ばないが、失敗続きに呆れつつも部下たちのことは憎からず思っているようである。ハイパーモードに変形も可能。後に第41話でスーパーエネルゴンの力により、ガルバトロンG（ジェネラル） / Galvatronにパワーアップする。一時はユニクロンに意識を乗っ取られるが、グランドコンボイの声で正気に戻り、自身の意志の力とユニクロンの力でさらに巨大な姿にパワーアップした。ユニクロンはグランドコンボイとの激闘の果てに吸収され破壊されるが、その後もユニクロンのスパークから受ける衝動に突き動かされ、最後はユニクロンに意趣返しをするためと自らのしたことに始末を付けるため、憑依したユニクロンごとエネルゴンに突っ込み、ナイトスクリームR（ナイトスクリームの強化形態）、ショックフリート（ショックウェーブの強化形態）と共にエネルゴンの太陽に特攻し消えていった。
両肩のキャノン砲に加え、メガトロンソードを強化したメガスパークブレードを駆使する。
肩書きはどちらも破壊大帝。
ショックウェーブ → ショックフリート / Tidal Wave → Mirage
声 - 山野井仁 / ダグ・パーカー
前作の『マイクロン伝説』から引き続き登場。戦艦空母に変形する。ボディカラーが白とグリーンになった。アステロイドシティの警備に当たっていたが、テラーコンの襲撃に遭い捕虜にされる。その後メガザラックにメガトロン復活の可能性を知り、部下としてエネルゴン回収に共に行動する。レーザーウェーブ加入後は信用出来ないためにお互いに反発し合い、後に第23話でレーザーウェーブとウイングダガー（後のウイングセイバー）との戦いにて倒れてきたエネルゴンタワーで大ダメージを負い、続く第24話でガルバトロンによってショックフリートに作り変えられた。
ショックウェーブは前作と比べると冷静で饒舌になっている。また、独特な片言もなくなっており、口もなくなっている。全身の稲妻模様は、エネルゴンの原石に直接触れたダメージによる傷跡である。今作ではガルバトロンとのリンクアップ機能がないが玩具のマイクロン伝説のメガトロンとはリンクアップは可能である。
今作ではメガトロン復活の際、自分より小柄なメガザラックにあっけなく倒されたり、レーザーウェーブに八つ当たりをされるなど、前作ほどの強さや脅威を感じる場面は描写されなくなっている。
ショックフリートに転生した後はミサイルを4発搭載した（戦艦）に変形する。一スノーストーム（サンドストームの強化形態）、アイアントレッド（アイアンハイドの強化形態）を牽引することが多い。体は小さくなったが機動力は上がり、防御力も健在である。性格は陽気な性格かつナルシスト気味になっており、昔の姿を貧弱と思っている。また、ハンサム口調になり鈍さは消え、口癖も「ショックショックショ〜ック」と微妙に変わっている。ガルバトロンに対する忠誠心はさらに増し、ナイトスクリームと共にガルバトロンの側近を務めていたが、終盤では大した見せ場が与えられず、噛ませ犬を兼ねたコメディキャラに成り下がってしまい、ガルバトロンのことを「ガル様」と呼んでいたこともあった。それでも最後までガルバトロンを慕い、エネルゴンの太陽に特攻した。
肩書きはショックウェーブは提督だったが、ショックフリートに転生した後は総督になった。
アイアンハイド → アイアントレッド / Demolishor (Long Haul） → Demolishor
声 - 遊佐浩二 / アルヴィン・サンダーズ
前作の『マイクロン伝説』から引き続き登場。対空戦車に変形する。ボディカラーはライトグリーンになった。サイバトロンとデストロンが平和に共存するこの時代に、オーシャンシティで警備兵をしていたが、メガトロン（後のガルバトロン）の復活を知るや、苦悩の中で再び忠誠を誓い、デストロンへと戻っていった。しかし、キッカーたち地球人への情は忘れていない。後に第16話でエネルゴングリッドからガルバトロンを庇って、ロードバスターに戦士としての生き様を見せつけて死亡した。今作ではトランスフォーマーは全て3Dで描かれているが、この時だけセル画風になっている。その後、第17話でガルバトロンによってスパークが利用されアイアントレッドとして復活した。
アイアントレッドに復活した後はミサイルを搭載したダンプカーに変形する。一人称は「俺」に変わった。復活した時には全ての記憶は失われ、サイバトロン、地球人への共感も一切を無くしてしまった。性格は野生的になり、攻撃力を増幅させゴリラのようにドラミングをすることをしきりに行う。スノーストームとよくコンビを組む。武装はバケットに備わった8連装のキャノン砲。
肩書きはアイアンハイドは破壊兵だったが、アイアントレッドに転生した後は輸送破壊兵になった。
サンドストーム → スノーストーム / Cyclonus → Snow Cat
声 - 千葉一伸 / ドン・ブラウン
前作の『マイクロン伝説』から引き続き登場し第2話から登場。攻撃ヘリコプターに変形する。ボディカラーはグレーの迷彩になった。アイアンハイドと同様にルナシティの警備に当たっていたが、テラーコンに襲われアイアンハイドたちと合流。その後、メガザラックの持っていたメガトロンソードを見てアルファQ側に寝返ったが、ガルバトロン復活後はそのままガルバトロン側に付く。好戦的な性格は相変わらずであり、アイアンハイドを見て殴りかかったり、ガルバトロンを怒らせては酷い目にあっていた。後に第13話でルナシティにてキッカーたちと接触したアイアンハイドを迎えに行く途中でチームロディマスの狙撃を受け大ダメージを負い、ガルバトロンに修理を懇願し、スノーストームに作り変えられた。
スノーストームに転生した後は冬期型軍事半装軌車（雪上車）に変形する。飛行能力も持つ。性格はほぼそのままである（アイアントレッド（アイアンハイドの強化形態）が過去の自分を一切忘れているのを見て、「お前、本当に変わっちまったんだな……」と寂しそうに呟くシーンもあった）。口癖は「ヨ〜ロレイヒ〜」。ハイパーモードでは足がスキー板に変形し、雪上でも行動できるようになった。また、このスキー板は宇宙を滑走することもできる。当初はスキーストックも持っていた。両肩のブリザードボルトからは冷凍光線を放つこともできる。
肩書きはサンドストームは空中攻撃兵だったが、スノーストームに転生した後は極地攻撃兵になった。
航空戦闘兵 ナイトスクリーム / Starscream
声- 飛田展男 / マイケル・ドブソン
第8話から登場。アルファQの手によりユニクロン内を漂っていたスパークから再生された戦士。ジェットファイター（F-22ラプター）に似た戦闘機に変形する。アルファQの指令により両軍司令官の暗殺を狙っていたが、ガルバトロンに再洗脳され誰よりも忠実な部下となった。暴走しがちなガルバトロンを諌めることもある。体を透明化する能力を持つ。後に第41話で忠誠の証として浴びたスーパーエネルゴンの力により、ナイトスクリームR（リバース） / Energon Starscreamにパワーアップする。ハイパーモードへの変形も可能になった。最後までガルバトロンと運命を共にした。
日本国外での設定では前作『マイクロン伝説』のスタースクリームと同一人物とされているが、日本版の劇中では明確に描写されなかった。
衛星参謀 レーザーウェーブ / Shockblast
声 - 神奈延年 / ブライアン・ドラモンド
第20話から登場。セイバートロン星の監獄に閉じ込められていたデストロンの残党。左腕の巨大レーザー砲であるオプティカルゲイザーが武器。軍事衛星（サテライトモード）に変形する。劇中には登場しなかったが、戦車（レーザー砲）にも変形することが可能。乱暴な性格であり、自らの野望のためなら仲間をも盾にし、ガルバトロンの命令も聞かずタメ口で接する。しかし、ガルバトロンに服従を強いられてからは下っ端の扱いを受ける。第37話でガルバトロンの隙をつきユニクロンを操ろうとするが、逆に操られ暴走し、肉体を強化され大型化し、ガルバトロンを目指していたオメガコンボイに襲い掛かり、オプティカルゲイザーの一撃でコンボイをブリザードプラネットまで叩き落とし、コンボイは彼がユニクロンの邪悪な意思に乗っ取られていることを察知し、反撃しつつも必死に呼びかけ、消えかけていた意識がわずかに蘇りかけたが、ガルバトロンが操るユニクロンによってスパークごと破壊されてしまい、その最期はサイバトロン、デストロン両軍のほとんどの戦士たちから触れられることはなく、因縁の相手であるウイングセイバーもその死を知ることは無かった。
シックスショット / Six Shot
声 - 神奈延年 / テリー・クラッセン
第40話から登場。兄共々監獄に閉じ込められていたレーザーウェーブの弟。軍事衛星（サテライトモード）と戦車（レーザー砲）に変形する。兄と違い陰湿で知略に長けている。セイバートロン星のコンピューターを自在に操る能力がゆえにガルバトロンにこき使われ、「弟」呼ばわりで名前も呼ばれない待遇に嫌気が差し第48話で裏切り行為に出る。しかし、業を煮やしたガルバトロンに踏み潰され圧死し、後には腕だけが残った。それなりに兄を慕っていたのか、グランドコンボイを兄の仇と思い込み（監獄に入れられている際に、スノーストームに兄の行方を尋ねたところ、スノーストームが何も知らないで「レーザーウェーブはグランドコンボイに殺された」と適当に答えてしまったのが原因）、執拗に狙うこともあった。
玩具は日本では未発売。
軍事合体兵士 ブルーティカス / Bruticus Maximus
声 - 保村真 / トレバー・デュバル
第40話から登場。スーパーエネルゴンを守るように眠っていた古代の戦士。体の兵士で構成されており5体合体が可能。ガルバトロンに主君としての魅力を感じ、彼の配下となる。冷静な性格。スペリオン兄弟とは浅からぬ因縁を持つ。5体合体であり手足を入れ替えて戦うことが出来る。手持ち武器はないがビームを手に内蔵している。
第50話にてスペリオンの手足を破壊するが、ビルドロンの手足と合体したスペリオンに倒された。
手足になる戦士に意志、人格があるのかは不明。
オンスロート / Barricade
声 - 保村真
第41話から登場。ミサイルトレーラーに変形する。合体時は胴体を形成。
ボルター / Stormcloud
第41話から登場。AH-1に変形する。合体時は基本形態は右脚を形成。
ブレストオフ / Blackout
第41話から登場。AH-64 アパッチに変形する。合体時は基本形態は左腕を形成。
スィンドル / Blight
第41話から登場。87式自走高射機関砲に変形する。合体時は基本形態は右腕を形成。
ブロウル / Kickback
第41話から登場。対空自走砲に変形する。合体時は基本形態は左足を形成。
建設合体兵士 ビルドロン / Constructicon Maximus
声 - 飛田展男 / ドン・ブラウン
第40話から登場。スーパーエネルゴンを守るように眠っていた古代の戦士。一人称は「私」。建設車輌に分離できる。ブルーティカス同様、ガルバトロンの配下となる。好戦的な性格。スペリオン兄弟とは浅からぬ因縁を持つ。建設車輌らしく戦闘後の瓦礫を排除するシーンが見られた。やはり手足を入れ替えて戦うことを可能とする。
本体（スカベンジャー）は第50話にてスペリオンの手足となる4体のTFに動きを封じられたところにアフターバーナーの攻撃を受け倒された。その後、残りの4体は手足となる4体を失ったアフターバーナーと合体した。
手足になる戦士に意志、人格があるのかは不明。
スカベンジャー / Steamhammer
声 - 飛田展男
第41話から登場。パワーショベルに変形する。合体時は胴体を形成。ランドマインと互角のパワーを誇る。
スクラッパー / Sledge
第41話から登場。ブルドーザーに変形する。合体時は基本形態は右腕を形成。
ボーンクラッシャー / Bonecrusher
第41話から登場。スクラッパーと同様にブルドーザーに変形する。合体時は基本形態は左脚を形成。
ロングハウル / Duststorm
第41話から登場。クレーン車に変形する。合体時は基本形態は左腕を形成。
グレン / Wideload
第41話から登場。ロングハウルと同様にクレーン車に変形する。合体時は基本形態は右脚を形成。

#### アルファQ軍団
アルファQ / Alpha Quintesson
声 - 長島雄一 / トレバー・デュバル
喜、怒、哀、楽の四つの顔を持つ宇宙人でそれぞれの顔に意思を持つ。実際はその幾多の仮面の裏に臆病な子供の心あるふぁQ（声 - 前田ゆきえ）を隠していた（この人格が登場する時は殻を閉じた状態である）。かつてユニクロンに滅ぼされた故郷を再生させるため機能停止のユニクロンの復活を目論みデストロンの残党を利用するが、ガルバトロンの復活によりユニクロンの頭部だけを切り離して逃走。以後はそこからサイバトロン・デストロン両軍と対立しつつエネルゴンを集める。後にロードバスターやキッカーとの接触をきっかけにサイバトロンと協力し、共にユニクロンをガルバトロンの手から取り戻すことを決意する。ガルバトロンの手により暴走するユニクロンによって窮地に陥ったサイバトロンを救うために頭部で特攻。その後は乗り込んでいたユニクロンの頭部ごと太陽と化して別次元に生まれた宇宙を輝かせ、新たな星を育ててきたが、第36話でガルバトロンへの必死の抵抗の末力を使い果たし、志半ばで倒れた。
退場した後もナレーションを兼ねた心の声を響かせている。普段は三つの人格でまるで掛け合い漫才のように喋りあい、必要な時にのみ冷静な知性を持つ第四の人格が目覚め、追い詰められるとあるふぁQの人格が覗き出す。予告解説も担当し、最後に「またまた凄いことになっちゃうかも!?」と締めるのがパターンになっている。
玩具は変形しない、いわゆるアクションフィギュアでエネルゴンスターが装着可能であるが、日本では未発売。
破壊指揮官 メガザラック / Scorponok
声 - 増谷康紀 / コリン・マードック
第2話から登場。アルファQの忠実な部下。サソリと戦闘機に変形する。一人称は「私」。かつてアルファQの星が消滅した際に戦死しており、現在の彼は前大戦で死亡したデストロン兵士のスパークを使って作られたコピーである。サソリモードでは凶暴な性格になる。格闘術に長けており、ロードバスターと何度もぶつかり合う。ガルバトロン復活後はアルファQの潜入指令もあって彼に従っていた。後にチームロディマスに保護され、再度ガルバトロンに挑むものの、洗脳を受け彼の忠実な部下にされてしまう（アルファQに対する記憶も無くなっていた）。最終局面ではロードバスターとの一騎討ちの末、相打ちとなる。そして、グランドコンボイの下に彼を運んだ後、全てを思い出したかのような言動をとり、戦士として滅び去った（生死は不明となっている）。「そーりゃっさぁ!」が口癖。
星帝 ユニクロン / Unicron
声 - 神奈延年、川口敬一郎（特別編のみ） / マーク・アチェソン
第19話から登場。前作『マイクロン伝説』から引き続き登場する宇宙の脅威。前作で意思細胞であるダブルフェイスを失ったが、ガルバトロンをダブルフェイスの後釜にして復活。当初は前作のような知性や意思はなくアルファQやガルバトロンに操作されていたが、やがてガルバトロンの思考を破壊衝動で侵食して本能のままに暴れ回る。本作品では完全復活時には体の色がオレンジから黒に変わっている。オメガコンボイによってボディを完全に破壊されても掌大のスパークだけを残し、ガルバトロンを利用して再生せんと暗躍したが、プライマスとスーパーエネルゴンの力によってエネルゴンの太陽と化した。そもそもユニクロンとはトランスフォーマーが戦いの中で持つ憎しみこそがユニクロンであり（マイクロン伝説でコンボイが語った「悪を憎む心があればその力は強大なものになる」というのに酷似している）、グランドコンボイもまたスーパーエネルゴンで巨大化したガルバトロンに対抗すべく憎しみの心を持つことで身体が巨大化し精神もユニクロン化したことがある。
また、特別編ではスペシャルゲストとしてユニクロンを模したプログラムが参戦。サイズは他のトランスフォーマーと同等ながら、ロディマスコンボイ・ホットショットの2人を圧倒する実力を見せた。戦いの結果は明確には描写されていないが、ホットショットが無意識（寝言）で「やりましたねロディマス殿!二人の友情に乾杯!」と言っている。
玩具は前作のパッケージに特別版シールを張ったものがブラックバージョンとして数量限定で販売された。

#### オムニコン / Omnicon
同種の個体が大勢存在するエネルゴン採掘&加工要員たち。過去セイバートロンを離れたトランスフォーマーたちが、有害なエネルゴンを使用するために進化した者たちである。姿は同じであるが口調が若干違い、様々な方言のバリエーションを声優陣が駆使している。基本的に自分たちを非戦闘員と割り切っており、呑気で陽気な性格である。加工したエネルゴンからエネルゴンスターやエネルゴンウェポンを作り出しサイバトロンに提供している。
攻撃員 ブラストアーム / Strongarm
声：千葉一伸 / スコット・マクニール
ジープ（オフロードバギー）に変形するオムニコン。主に力仕事を担当。彼の譲渡するエネルゴンスターからはエナジーアックス（バケットビームとホイールカッターが合体）が出る。
追跡員 エアグライド / Skyblast
声 - 山野井仁 / テリー・クラッセン
ジェット機（戦闘機）に変形するオムニコン。主に運搬を担当。彼の譲渡するエネルゴンスターからはエナジースピア（エアレーザーとスピア先端部が合体）が出る。
探査員 シグナルフレア / Off Shot
声 - 飛田展男 / マイケル・ドブソン
第5話から登場。レーダー車に変形するオムニコン。主に特殊作業を担当。右腕は巨大なレーダーになっており、エネルゴンを探知できる。「それ〜」と「〜である」が口癖。
玩具ではエナジーカッター（モナージュフラップとソレイユシールドが合体）が付属しているが、アニメ本編で使用されることはなかった。
戦闘員 エリアル / Arcee
声 - 浅野真澄 / シャロン・アレキサンダー
第22話から登場。オムニコンのリーダー的存在。オートバイに変形する。キッカーを「坊や」呼ばわりするほどの姉御肌。戦闘にもオムニコンを率いて戦い、自身もエナジーアロー（ガイアランチャーとハンターバズーカが合体）で戦う。ビークルモードはキッカーの足代わりになる。
他のオムニコンと違い一人しか存在しない。オムニコンの潜在的な欲求が生み出した、リーダーにして女神である。

#### テラーコン / Terrorcon
アルファQがユニクロンの力を用い生み出す兵隊。後にユニクロンを制圧したガルバトロンによっても量産される。その正体はユニクロンに喰われたアルファQの星の住人をエネルゴンの力で再生したものであった。ゆえにメガザラックに対しては忠実であり、心のようなものを持っているかのような描写が垣間見られた。オムニコンと同じく加工したエネルゴンをエネルゴンスターやエネルゴンウェポンを作り出しデストロンに提供していた。メガザラックもテラーコンであり作品中でもエネルゴンの気配でユニクロンの中心部までロードバスターを案内した。
破壊員 コマンドジャガー / Battle Ravage
ジャガーに変形するテラーコン。持ち前の嗅覚でエネルゴンを感知しエネルゴンを強奪する。ロボットモードではエナジーライフル（レオパルドキャノンとナイトアイズが合体）やハンマーで戦う。バリエーションに体色が茶色いデザートタイプがありアルファQ陣営で使用された。うち一体がキッカーとアルファQとの通信に使われたことがある。
偵察員 シャドウホーク / Divebomb
タカに変形するテラーコン。空からの強襲を得意とし、コマンドジャガーを運搬する。ロボットモードではブーメラン型のエナジーライデン（2つのウインドナイフが合体）で戦う。バリエーションに体色が青いコスモタイプがありアルファQ陣営で使用された。
強襲員 ダイノボット / Cruellock
声 - 長島雄一
第17話から登場。恐竜に変形するテラーコン。卵形のポッドから登場する。ロボットモードではエナジーブレード（ラプターガンとジュラスマッシュが合体）で戦う。
工作員 クロムホーン / Insecticon
第23話から登場。カブトムシに変形するテラーコン。エナジートルネード（ホーンスピアとホーンショットが合体）を装備している。シャドウホーク同様飛行可能である。アニメと玩具でカラーリングが異なり、アニメ版準拠のものは販売されていない。

#### マイクロン / Mini-Con
戦闘員 クリフジャンパー / Perceptor
キッカーのマイクロン。ホッパー / High Wire、チャージ / Sureshock、ランウェイ / Grindorの3体のマイクロンが合体した姿であり、キッカーが出撃する際、ホッパーがバイク、チャージがバギー、ランウェイがホバークラフトに変形する。
後にホッパーのみ新造形（キッカーを劇中通り乗せることが可能）でG.I.ジョーと同規格のキッカーとセットで日本国外で発売された。
聖剣 エネルゴンセイバー / Energon Saber
第4話から登場。マーズシティの地下からエネルゴンと共に発見され目覚めたマイクロン。ビーム / Wreckage、パルス / Scattor、レーザー / Skyboomの3体のマイクロンが合体した姿であり、ビームがコンコルド、パルスがソニック・クルーザー、レーザーがスペースシャトルに変形する。主にロードバスター、キッカーが使用しているが、グランドコンボイも一度だけ使ったことがある。また、キッカーはサーフボードのように乗り物にして使う。ホッパーたちと仲がいい。
玩具は前作の「エアディフェンスマイクロン」のリデコレーションであり、変形方法やギミックなどは同一。

#### 人類
キッカー / Chad "Kicker" Jones
声 - 岸尾大輔 、少年時代 - 浅野真澄 / ブラッド・スワイル
16歳。フルネームはチャド・キッカー・ジョーンズ。一人称は「俺」。幼いころのトラウマによりトランスフォーマーや宇宙を嫌っていたが、相棒のロードバスターと、時にぶつかり合い、協力し合ううちに、徐々にそれを克服していく。"キッカー"の愛称の通りイラついたりカッとなった時、何かを蹴る癖がある（大抵その被害に遭うのは相棒のロードバスター）。エネルゴンの埋蔵場所や敵のトランスフォーマーの出現を察知することができ、父親の開発した強化スーツを身に纏い、トランスフォーマーの戦いに参加する。
玩具はミクロマン200Xの素体を利用したものが日本で売り出された、同時期に塗装変更やメッキ加工を施し、クローンメガトロンソードが封入された「トランスフォーマー×ミクロマン アニバーサリーセット SLグランドコンボイ&キッカー」も発売。また、初期出荷分には左膝が壊れやすい不良品が混入された。非売品の「キッカーエネルゴンエディション」も少数生産された。
後に日本国外ではG.I.ジョーと同規格のものが新造形のホッパー / Highwireとセットで発売された（背中にエネルゴンスターを装着可能）。
ミーシャ / Misha Miramond
声 - 田上由希子 / エレン・ケネディ
キッカーの幼馴染みで、恋愛関係にある。フルネームはミーシャ・ミラモンド。一人称は「私」。科学者としてキッカーをサポートする。物静かな性格の女の子だが、時折、キッカー以上に頑固者と言われるほど、大胆な一面も併せ持つ。早くに両親を亡くしてしまうという悲しい過去を背負っているが、それでも挫けず前向きに頑張っており、頑なに心を閉ざしていたアルファQの心を開かせた。対照的な性格のエリアルとけっこう気が合うようで、サーキットプラネットで開催されたレース大会ではコンビを組み、優勝したこともあった。
サリー / Sally Jones
声 - 浅野真澄 / ニコール・オリバー
キッカーの妹。フルネームはサリー・ジョーンズ。父に対し何かと反抗的な態度を取る兄と違って父との関係は良好。キッカーを「兄貴（時にバカ兄貴）」と呼び、時に手玉に取るくらい行動的。ミーシャとも仲が良く姉のように慕っている。
ジョーンズ / Dr. Brian Jones
声 - 山野井仁 / ロン・ヘイルダー
ミランダの夫であり、キッカーとサリーの父親。フルネームはブライアン・ジョーンズ。性格はひょうきんだが、優秀な科学者でありエネルゴンタワーやミランダIIを建造するなど技術力でキッカーたちをサポートした。前作のラッドたちと共に、初めてセイバートロン星に降り立った地球人の一人でもある。
ミランダ / Miranda Jones
声 - 浅野真澄 / ニコール・オリバー
ジョーンズ博士の妻であり、キッカーとサリーの母親。フルネームはミランダ・ジョーンズ。ジョーンズ博士との夫婦仲は極めて良好であり、彼が開発した宇宙船に彼女の名前（ミランダII（に）世号）が付けられるなど、非常に愛されている。
ラッド / Bradley "Rad" White
声 - 中井将貴 / カービー・モロウ
前作『マイクロン伝説』の登場人物。フルネームはブラッド・ラッド・ホワイト。22歳。セイバートロン星のサイバトロン基地において、ジョーンズ博士の助手として働いている。サリーに好かれており、そのことが原因でジョーンズにひがまれることもあった。
アレクサ / Alexis Thi Dang
声 - 富坂晶 / タバサ・セント・ジェルマン
前作『マイクロン伝説』の登場人物。フルネームはアレクサンドラ・アレクサ。21歳。地球連邦政府の広報官として活躍する。当初は「人類はトランスフォーマーと共闘できない」と地球連邦政府の決定を発表したが、単身で地球連邦政府を説得しサイバトロンへの全面協力を取りつけた。第27話を最後に登場しなくなった。
カルロス / Carlos Lopez
声 - 遠藤純一 / マット・ヒル
前作『マイクロン伝説』の登場人物。フルネームはカルロス・ロペス。22歳。宇宙飛行士になり、火星の移動ステーションで活躍する。グランドコンボイたちに宇宙の様子などの情報を送っている。

### その他のキャラクター
プライマス / Primus
声 - 玄田哲章 / ロン・ヘイルダー
セイバートロン星の奥に眠っていたエネルギー生命体。サイバトロンにとって信望すべき神秘の存在。幼き日のキッカーにエネルゴンを探知できる能力を与えた。
ネコミミ
声 - 浅野真澄 / ジョセリン・ローウェン（A）、田上由希子 / キアラ・ザニ（B）
特別編に登場。訓練プログラムのトーナメントの司会を務めた。第47話でシックスショットが基地で待機している時に読んでいた漫画にも登場している。スノーストーム曰く「萌えキャラちゃん」。

## 備考
トゥーンレンダリング技術
今作品はロボットを3DCGにより製作しているが、トゥーンレンダリングという技術により立体感を抑えたアニメ調の描画となっている。このため、従来のセルで描写される人物や背景との違和感は少ない。また、3DCGにとらわれず、細かい表情やダイナミックなクライマックスシーンなど、セル描写を効果的に用いたシーンもある。
特別編
第44話は特別編として、ギャグ要素全開でお祭り要素の濃い戦闘が繰り広げられる。内容はコンピュータによる仮想現実の世界でタッグ15組によるトーナメント戦。タッグは変則的で5体合体のスペリオンは5体1組でエントリーされたが、同じく5体合体のブルーティカス・ビルドロンはこの2人（10体）1組でエントリーされている。一方でグランドコンボイは合体相手が2人いることから2組にダブルエントリーされており、うちオメガスプリームと組んだほうは一回戦シードされている。
- インフェルノの転生前と転生後の共演（対戦相手はレーザーウェーブ兄弟）
- レッドアラートとホイルジャックのスーパーリンク（両者上半身形態での合体のため失敗）
- スノーストームとアイアントレッドのスーパーリンク（失敗）とアイキャッチによる他局ネタ（『ドラゴンボールZ』のフュージョン）
- 合体戦士および合体兵士の合体シーン（勇者シリーズの合体バンクシーンを踏襲している）
- レーザーウェーブとシックスショットの兄弟での出演（シックスショット初登場時はすでに兄は死亡していた）
- 終盤においてのトランスフォーマーサイズのユニクロンの出演（それでも普通のトランスフォーマーよりは幾らか大きい）

など。
特にグランドコンボイはここぞとばかりに日頃スーパーリンクした際の名前（ウイングコンボイ、オメガコンボイ）を言ってもらえない不満が爆発し、「私の名前を言ってみろ!!」と詰め寄る。しかし、それでも呼んでもらえることはなかった上に、ホットショットとロディマスコンボイとの対戦時に、合体してオメガコンボイとなるが、合体終了後に着地した地点が場外だったため、そのまま場外負けとなり、その宣言を受けた際には「なぬ！？」と驚き、次のシーンで座り込んで落ち込んでいたところをオメガに慰められているという不遇な扱いになっていた。
最後はホットショットが無意識（寝言）で「やりましたねロディマス殿!二人の友情に乾杯!」などと言っていることから勝ったものと推測されるが、キッカーは「やる意味あんのか、これ…?貴重な時間を割いてまで…」とぼやいたというオチで締められた。
日本国外エピソード
- 第33話は日本国外では吹き替えられておらず、事実上の欠番となっている。
- Downshift（ホイルジャック）とCliffjumper（オーバードライブ）の名称は商品名とアニメ内では逆になっている。

## スタッフ
- 企画 - we've
- 原案 - スティーブ・ドラッカー、石川裕人（連載誌 - 『テレビマガジン』、『てれびくん』）
- シリーズ構成 - 桶谷顕
- キャラクターデザイン - 高品有桂
- トランスフォームアニメーター - 阿部宗孝
- トランスフォーマー&メカデザイン - 福島秀樹、小倉信也、小川浩、村田護郎
- デザインワークス&3Dアクションディレクター（第1話 - 第13話） - 山田起生
- デザインワークス（第14話 - 第51話、特別編） - 山田起生、伊藤浩二
- 美術監督 - 坂本信人
- 色彩設計 - 原田幸子
- 撮影監督 - 佐藤正人
- 編集 - 田熊純、中川綾子（第27話 - 第51話、特別編）
- 音響監督 - 岩浪美和
- 3D総監督 - 作野賢一郎
- 3D監督（第27話 - 第51話） - 本田稔裕
- メインモデラー - 桑江良彦
- 音楽プロデューサー - 高岸るみ子
- 音楽 - 丸山和範
- 音楽協力 - テレビ東京ミュージック
- アニメーション・プロデューサー - 南喜長、山東学
- アソシエイト・プロデューサー - 服部玲治
- プロデューサー - 東不可止（テレビ東京）、すぎやまあつお
- 3D制作 - スタジオA-CAT
- アニメーション制作 - アクタス
- 監督 - 川越淳（第1話 - 第13話）、佐藤豊（第1話 - 第5話）、佐野隆史（第6話 - 第51話、特別編）
- 製作 - テレビ東京、NAS

### 英語版スタッフ
- 製作総指揮 - スティーブ・ドラッカー
- 音声演出 - テリー・クラッセン
- 翻訳 - キャサリーン・ウェストレーク・ケビン・マキューン、レイチェル・ノーイ
- キャスティング・音声製作・脚色 - ヴォイスボックス・プロダクションズ
- 配給 - パラマウント・ホーム・エンターテインメント
- 製作著作 - ハズブロ

## 主題歌
オープニングテーマ - 「太陽のtransform!!」
作詞 - 桑原永江 / 作曲 - 剱持満 / 編曲 - 中川幸太郎 / 歌 - きただにひろし
オープニング冒頭ではグランドコンボイが視聴者を指差し「トランスフォーマーを見るときは、部屋を明るくしてテレビから離れて見てくれよ」と毎週警告した。
エンディングテーマ - 「Calling you」
作詞 - 藤林聖子 / 作曲 - 松川秀幸 / 編曲 - 佐藤和豊 / 歌 - 谷本貴義
どちらも日本版では挿入歌としても使用されることが多い（ただし海外版ではインストゥルメンタル版で使用）。
英語版テーマソング「Transformers Energon Theme」

## 各話リスト
| 放送日        | 話数 （海外話数） | サブタイトル 英題                                              | 脚本     | 絵コンテ       | 演出                        | 作画監督                                  |
| ------------- | ----------------- | -------------------------------------------------------------- | -------- | -------------- | --------------------------- | ----------------------------------------- |
| 2004年 1月9日 | 1                 | 浮上! オーシャンシティ Cybertron City                          | 桶谷顕   | 川越淳         | 佐藤豊、川越淳              | 高品有桂 茂木信二郎（メカ作画監督協力）   |
| 1月16日       | 2                 | 輝け! エネルゴンスター Energon Stars                           | 桶谷顕   | 川越淳         | 川越淳                      | 永田正美                                  |
| 1月23日       | 3                 | メガザラックの罠 Scorpinok                                     | 外池省二 | 菊池一仁       | 大平直樹                    | 永田正美                                  |
| 1月30日       | 4                 | メガトロンの証 Megatron's Sword                                | 桶谷顕   | 大森英敏       | 大久保唯男                  | 永田正美                                  |
| 2月6日        | 5                 | 新たなサイバトロンシティ The New Cybertron City                | 外池省二 | 菊池一仁       | 大関雅幸                    | 永田正美                                  |
| 2月13日       | 6                 | 復活! ガルバトロン Megatron Resurrected                        | 桶谷顕   | 佐野隆史       | 大平直樹                    | 川筋豊                                    |
| 2月20日       | 7                 | デストロン襲来! Megatron Raid                                  | 桶谷顕   | 佐野隆史       | 大平直樹                    | 永田正美                                  |
| 2月27日       | 8                 | 謎の暗殺者ナイトスクリーム Starscream the Mysterious Mercenary | 外池省二 | 菊池一仁       | 川崎満                      | 川筋豊                                    |
| 3月5日        | 9                 | アステロイドベルトの死闘 Battle of the Asteroid Belt           | 桶谷顕   | 中村憲由       | 川口敬一郎                  | 永田正美                                  |
| 3月12日       | 10                | 出現! エネルゴンタワー Energon Tower                           | 外池省二 | 大森英敏       | 大平直樹                    | 阿部宗孝                                  |
| 3月19日       | 11                | ちっぽけな宇宙 The Legend of Rodimus                           | 桶谷顕   | 菊池一仁       | 大関雅幸                    | 川筋豊                                    |
| 3月26日       | 12                | ジャングルシティの危機 Crisis in Jungle City                   | 外池省二 | 五月女勇作     | おゆなむ                    | 永田正美                                  |
| 4月2日        | 13                | 狙われたキッカー Kicker Beware!                                | 桶谷顕   | 大森英敏       | 川崎満                      | 川筋豊、永田正美                          |
| 4月9日        | 14                | エネルゴングリッド発動 Energon Grid                            | 桶谷顕   | 菊池一仁       | 大平直樹                    | 佐藤篤                                    |
| 4月16日       | 15                | 敵か? 味方か? ロディマスコンボイ Rodimus: Friend or Foe?       | 桶谷顕   | 伊藤浩二       | 大平直樹                    | 永田正美                                  |
| 4月23日       | 16                | めざせ! ユニクロン Go for Unicron!                             | 外池省二 | 中村憲由       | 大関雅幸                    | 須田正己                                  |
| 4月30日       | 17                | ダイノボットが降ってくる! The Return of Demolishor             | 桶谷顕   | 菊池一仁       | 大雄男                      | 川筋豊                                    |
| 5月7日        | 18                | 対決! ふたりのコンボイ A Tale of Two Heros                     | 桶谷顕   | 伊藤浩二       | 川崎満                      | 佐藤篤                                    |
| 5月14日       | 19                | 恐怖! ユニクロン始動 Battle Stations                           | 外池省二 | 菊池一仁       | 川口敬一郎                  | 永田正美                                  |
| 5月21日       | 20                | アルファQその正体 Alpha Q: Identity                            | 桶谷顕   | 菊池一仁       | 大関雅幸                    | 須田正己                                  |
| 5月28日       | 21                | 大暴れ! レーザーウェーブ Shockblast: Rampage                   | 桶谷顕   | 伊藤浩二       | 大平直樹                    | 永田正美                                  |
| 6月4日        | 22                | 暴走! 飢えたユニクロン Survival Instincts                      | 桶谷顕   | 菊池一仁       | 大雄男                      | 川筋豊                                    |
| 6月11日       | 23                | それぞれの戦い Each One Fights...                              | 外池省二 | 菊池一仁       | 川崎満                      | 永田正美、高品有佳                        |
| 6月18日       | 24                | やれ! いまできること Unicron Unleashed                         | 桶谷顕   | 佐野隆史       | 川口敬一郎                  | 佐藤篤、川口敬一郎                        |
| 6月25日       | 25                | 疾風! ウイングセイバー Open Fire!                              | 桶谷顕   | うえだひでひと | 栗井重紀                    | 川筋豊                                    |
| 7月2日        | 26                | 切り裂かれた宇宙 Ripped Up Space                               | 桶谷顕   | 佐野隆史       | 大平直樹                    | 永田正美                                  |
| 7月9日        | 27                | チームコンボイの行方 Team Optimus Prime                        | 外池省二 | 佐野隆史       | 佐野隆史                    | 高品有桂 茂木信二郎（作画監督補）         |
| 7月16日       | 28                | 守るべき星々 Protection                                        | 桶谷顕   | 佐野隆史       | 川崎満                      | 川筋豊                                    |
| 7月23日       | 29                | 囚われのインフェルノ Improsoned Inferno                        | 桶谷顕   | 佐野隆史       | 川口敬一郎                  | 佐藤篤                                    |
| 7月30日       | 30                | 業火! ジャングルプラネット Jungle Planet                       | 桶谷顕   | 中村憲由       | 大雄男                      | 飯飼一幸                                  |
| 8月6日        | 31                | いざ! スプラング見参 Bulkhead                                  | 外池省二 | 菊池一仁       | 粟井重紀                    | 栗井重紀、朴昊烈                          |
| 8月13日       | 32                | さらばインフェルノ Farewell Inferno                            | 桶谷顕   | うえだひでひと | 大平直樹                    | 永田正美                                  |
| 8月20日       | 33（未放送）      | 戻れ! われらのメガザラック （英題なし）                        | 外池省二 | 佐野隆史       | 川崎満                      | 上條修                                    |
| 8月27日       | 34（33）          | 特訓だぁ! ロードバスター Crush Course                          | 桶谷顕   | 川口敬一郎     | 川口敬一郎                  | 永田正美                                  |
| 9月3日        | 35（34）          | 古の賢者・オメガスプリーム Omega Supreme                       | 外池省二 | 菊地一仁       | 大雄男                      | 上條修                                    |
| 9月10日       | 36（35）          | 壮絶! アルファQの戦い A Heroic Battle                          | 桶谷顕   | 佐野隆史       | 粟井重紀                    | 栗井重紀、朴昊烈 高品有佳（総作画監督）   |
| 9月17日       | 37（36）          | レーザーウェーブの最期 The Power                               | 桶谷顕   | 中村憲由       | 大平直樹                    | 永田正美                                  |
| 9月24日       | 38（37）          | 死闘! オメガコンボイ Optimus Supreme                           | 外池省二 | 川口敬一郎     | 川口敬一郎                  | 川口敬一郎                                |
| 10月1日       | 39（38）          | ユニクロン消滅 Unicron Perishes                                | 外池省二 | 中村憲由       | 川崎満                      | 川筋豊                                    |
| 10月8日       | 40（39）          | ガルバトロンの蘇る野望 Ambition                                | 桶谷顕   | 佐野隆史       | 佐野隆史                    | 永田正美 高品有佳（レイアウト総作画監督） |
| 10月15日      | 41（40）          | スペリオンの希望 Wishes                                        | 桶谷顕   | うえだひでひと | 大平直樹                    | 永田正美                                  |
| 10月22日      | 42（41）          | 撃沈! ミランダII世号 Galvatron!                                | 桶谷顕   | 佐野隆史       | 大雄男                      | 永田正美 高品有佳（キャラクター作画監修） |
| 10月29日      | 43（42）          | それゆけ! オムニコン Break Through                             | 外池省二 | 川崎満         | 中野英明                    | 永田正美                                  |
| 11月3日       | 特別編（43）      | 必見! 夢の最強マッチ Distribution                              | 桶谷顕   | 川口敬一郎     | 川口敬一郎                  | 川口敬一郎                                |
| 11月5日       | 44                | 爆走トレイン! オメガスプリーム The Omega Train                 | 桶谷顕   | 中村憲由       | 大雄男                      | 永田正美 高品有佳（キャラクター作画監修） |
| 11月12日      | 45                | バラバラ、デストロン軍団 Decepticon Army                       | 桶谷顕   | 大平直樹       | 大平直樹                    | 永田正美 高品有佳（キャラクター作画監修） |
| 11月19日      | 46                | 凄いぞ! チームロードバスター Ironhide Team                     | 桶谷顕   | うえだひでひと | 川崎満 中野英明（演出助手） | 永田正美                                  |
| 11月26日      | 47                | オメガコンボイ再び Formidable                                  | 外池省二 | 佐野隆史       | 佐野隆史                    | 永田正美 高品有佳（キャラクター作画監修） |
| 12月3日       | 48                | 恐ろしや! 巨大ガルバトロン Galvatron Terror                    | 桶谷顕   | 川口敬一郎     | 川口敬一郎                  | 永田正美、川口敬一郎                      |
| 12月10日      | 49                | 空前絶後! 超破壊大帝 Destructive Power                         | 桶谷顕   | うえだひでひと | 大平直樹                    | 永田正美                                  |
| 12月17日      | 50                | コンビネーションスパークの力 Spark                             | 桶谷顕   | 川口敬一郎     | 川口敬一郎                  | 川口敬一郎                                |
| 12月24日      | 51                | エネルゴン、それは太陽 The Sun                                 | 桶谷顕   | 佐野隆史       | 佐野隆史                    | 高品有桂、永田正美                        |

補足
- 次回予告は通常では30秒だが、第12話・第13話・第21話は地上波放送版では15秒（一部地域やDVDでは通常と同じ30秒になっている）になり、その後にプレゼントのお知らせがあったためであり、それぞれ第12話・第21話ではグランドコンボイ（CV：小西克幸）が、第13話ではガルバトロン（CV：遠藤純一）が担当している。

## 放送局
地上波放送局での放送時間の出典→
| 放送局             | 放送期間                     | 放送日時           |
| ------------------ | ---------------------------- | ------------------ |
| テレビ東京         | 2004年1月9日 - 12月24日      | 金曜 18:00 - 18:30 |
| テレビ北海道       | 2004年1月9日 - 12月24日      | 金曜 18:00 - 18:30 |
| テレビ愛知         | 2004年1月9日 - 12月24日      | 金曜 18:00 - 18:30 |
| テレビ大阪         | 2004年1月9日 - 12月24日      | 金曜 18:00 - 18:30 |
| テレビせとうち     | 2004年1月9日 - 12月24日      | 金曜 18:00 - 18:30 |
| TVQ九州放送        | 2004年1月9日 - 12月24日      | 金曜 18:00 - 18:30 |
| BSジャパン         | 2004年1月13日 - 2005年1月4日 | 火曜 18:55 - 19:25 |
| 岩手めんこいテレビ | 2004年1月19日 -              | 月曜 16:54 - 17:24 |
| 愛媛朝日テレビ     | 2004年1月24日 -              | 土曜 7:15 - 7:45   |
| 青森放送           | 2004年1月26日 -              | 月曜 15:50 - 16:20 |
| テレビ信州         | 2004年2月6日 -               | 金曜 16:20 - 16:50 |
| 鹿児島読売テレビ   | 2004年2月9日 -               | 月曜 15:55 - 16:25 |
| テレビ長崎         | 2004年2月19日 -              | 木曜 15:30 - 16:00 |
| 東日本放送         | 2004年2月22日 -              | 日曜 6:30 - 7:00   |
| 福島中央テレビ     | 2004年3月2日 -               | 火曜 16:00 - 16:27 |
| テレビ静岡         | 2004年3月5日 -               | 土曜 16:56 - 17:24 |
| テレビ新潟         | 2004年3月8日 -               | 月曜 16:29 - 16:58 |
| 広島ホームテレビ   | 2004年3月22日 -              | 月曜 15:50 - 16:20 |
| KBS京都            | 2004年4月3日 -               | 土曜 12:00 - 12:29 |
| テレビ熊本         | 2004年4月5日 -               | 月曜 15:30 - 16:00 |

## VHS・DVD
NECインターチャネルより発売。各4話収録。全13巻。
VHSは発売されず、レンタルのみ。
2016年6月23日に全話収録のDVD-SET（9枚組）がNBCユニバーサル・エンターテイメントジャパンより発売。

## コンボイVSスカージ
『トランスフォーマー スーパーリンク アナザーストーリー コンボイVSスカージ』とは、組み立てキット『プラキットコレクション』で展開された外伝コミック。作画は津島直人。グランドコンボイとグランドスカージのキットに2話掲載されスカージがメインのストーリーとなっている。

### オリジナルキャラクター
暗黒司令グランドスカージ
グランドコンボイたちの前に現れた黒いボディ以外はコンボイに瓜二つの謎の戦士。コンボイ同様グランドクロスで「グランドスカージハイパーモード」にパワーアップし、コンボイ用のグランドフォースとの強制合体も可能となっている。勝つためには手段を選ばない冷酷な性格でサイバトロンの敵と名乗るがコマンドジャガーも倒しているなどその目的は不明。
2015年にはトランスフォーマー国内30周年記念として、ユナイトウォリアーズ版オプティマスプライムのリペイント版が発売。
グランドフォース
グランドコンボイのグランドフォースと同型のサポートメカ。
ダイブ1
サブマリン4と同型の潜水艦型グランドフォース。作中では右腕に合体。
クラッシャー2
ディガー3と同型のドリル戦車型グランドフォース。作中では左腕に合体し、右腕を強奪したディガー3と交換し両腕でドリル攻撃も繰り出した。
フレイム3
ファイヤー1と同型のはしご車型グランドフォース。作中では右足に合体。
トルネード4
ジャイロ2と同型のヘリ型グランドフォース。作中では左足に合体。

## 玩具

### サイバトロン
SC-01 グランドコンボイ スーパーモード
ハスブロ（日本国外）版と違い、ライト&サウンドギミックのうちサウンドギミックが削除されている。
パッケージとキャラクターカードのイラストと写真が、フロントガラスの周りが赤い前期版と、白い後期版が存在する。玩具自体は前期も後期も白い。
SC-02 ホットショット
SC-03 インフェルノ
SC-04 ロードバスター
ハスブロ（日本国外）版と違い、サウンドギミックが削除されている。
SC-05 スカイファイヤー
ハスブロ（日本国外）版と違い、サウンドギミックが削除されている。
SC-06 ブラストアーム
SC-07 エアグライド
SC-08 エネルゴンセイバー
SC-09 クリフジャンバー
SC-10 ロディマスコンボイ
SC-11 レッドアラート
SC-12 シグナルフレア
SC-13 SL(スーパーリンク)グランドコンボイ
他のスーパーリンク戦士と合体できる。
SC-14 キッカー
銀メッキのエネルゴンセイバー（SC-08とは別造型のキッカーが持てるセイバー）が付属。キャラクターカードは付属しない。
SC-15 ランドマイン
ハスブロ（日本国外）版と違い、サウンドギミックが削除されている。
SC-16 エリアル
SC-17 ウイングセイバー
SC-18 オーバードライブ
ハスブロ（日本国外）版と違い、サウンドギミックが削除されている。
SC-19 ホイルジャック
SC-20 スプラング
ハスブロ（日本国外）版と違い、サウンドギミックが削除されている。
SC-21 インフェルノV（ボルト）
SC-22 オメガスプリーム
SC-23 ホットショットF（ファイヤー）
特別カラーのエナジーカッターとエネルゴンスターが付属。
SC-24 ロードバスターW（ワイルド）
ハスブロ（日本国外）版と違い、サウンドギミックが削除されている。
特別カラーのエナジーアックスとエネルゴンスターが付属。
SC-25 スカイファイヤーS（ソニック）
ハスブロ（日本国外）版と違い、サウンドギミックが削除されている。
特別カラーのエナジースピアとエネルゴンスターが付属。
SC-26 スペリオン
EX-02 エリアル パラドロンタイプ
トイカード加盟店限定。日本のみの商品。キャラクターカードは付属しない。

### デストロン
SD-01 ナイトスクリーム
SD-02 アイアンハイド
当初、前作のパートナーマイクロン・サーチとセットで日本のみの発売だったが、後にKB限定コレクターアソートで日本国外でも発売。
SD-03 サンドストーム
当初、前作のパートナーマイクロン・キャノンとセットで日本のみの発売だったが、後にKB限定コレクターアソートで日本国外でも発売。
SD-04 ショックウェーブ
SD-05 メガザラック
SD-06 コマンドジャガー
SD-07 ガルバトロン
ハスブロ（日本国外）よりもサイズダウンされたものが発売。後に日本国外でもSLグランドコンボイとのセットで発売。後にハスブロ版がトイザらスのUSAエディション商品として発売。
SD-08 シャドウホーク
SD-09 コマンドジャガー デザートタイプ
キャラクターカードは付属しない。
SD-10 スノーストーム
SD-11 アイアントレッド
SD-12 ダイノボット
SD-13 シャドウホーク コスモタイプ
キャラクターカードは付属しない。
SD-14 レーザーウェーブ
SD-15 ショックフリート
SD-16 クロムホーン
SD-17 ダイノボット マグマタイプ
キャラクターカードは付属しない。
SD-18 クロムホーン フォレストタイプ
キャラクターカードは付属しない。
SD-19 ナイトスクリームR（リバース）
特別カラーのエナジートルネードとエネルゴンスターが付属。
SD-20 ガルバトロンG（ジェネラル）
ハスブロ（日本国外）よりもサイズダウンされたものが発売。
特別カラーのエナジーブレードとエネルゴンスターが付属。
SD-21 ブルーティカス
EX-01 ビルドロン
トイザらス限定販売。

### 第三勢力
MX-00 ユニクロン ブラックバージョン
マイクロン伝説のMX-00ユニクロンのリペイント。マイクロン伝説版のパッケージにブラックバージョンのシールが貼られている。スーパーリンクの商品だが商品ナンバーはMX-00のままで、キャラクターカードもMX-00になっている。

### セット商品
SS-01 ホットショット インフェルノ スーパーリンクセット
ホットショットとインフェルノのセット。
SS-02 ロードバスター スカイファイヤー スーパーリンクセット
ロードバスターとスカイファイヤーのセット。
SPECIAL トランスフォーマーxミクロマン アニバーサリーセット SLグランドコンボイ&キッカー
メタリック仕様のSLグランドコンボイとキッカー、金メッキのエネルゴンセイバー（SC-08と別造型）、デストロンクローンソードのセット。SC-14キッカーのキャラクターカードが付属。
マイクロン伝説のマグナコンボイセットや、ギャラクシーフォースのソニックコンボイセットとは違い、合体セットは発売されていない。

### テレビマガジン限定 スペシャル誌上オーダー
括弧内はオーダーされた号を示す。いずれも先着限定数3,000個。
ファイヤーSL（スーパーリンク）グランドコンボイ（2004年8月号）
ブラックロディマスコンボイ（下半身）と合体してスーパーリンクウルトラグランドコンボイになる。
ブラックロディマスコンボイ（2004年9月号）

### PLA-KIT COLLECTION
PKS-01 グランドコンボイ スーパーモード
SL-01をダウンサイジングしたプラキット。コンテナは付属せず、拳パーツもない。
PKD-02 グランドスカージ ハイパーモード
PKS-01のリペイント。スーパーリンク版グランドスカージのフィギュアは本商品のみ。
グランドコンボイ スーパーモード ホワイトバージョン
PKS-01の成型色を全て白くしたプラキット。イベントで参加者がペイントする企画で販売された。後に店舗限定販売もされた。

### 劇中未登場キャラクターなど
USAエディション ガルバトロン / Megatron
トイザらス限定。スーパーリンク（日本国外ではエネルゴン）のガルバトロンに該当。エネルゴンではガルバトロンがMegatron、ガルバトロンGがGalvatronという名称になっている。
ストロングアーム / Energon Strongarm
ブラストアームのリペイント。トランスフォーマーステーション限定で発売。日本国外版商品だがUSAエディションではなく、説明書にはトランスフォーマーステーションの文字が書かれている。
USAエディション シグナルフレア / Offshoot
シグナルフレアのリペイント。ゲーマーズ限定。
ドゥームロック / Doom-Lock
ダイノボットのリペイント。日本未発売。
USAエディション トゥライン / Tow-Line
中継車に変形する。他の戦士と違い単体で二つに分離合体し、ロボットが上半身、サポートメカが下半身として他のスーパーリンク戦士と合体できる。トイザらス限定。
クイックストライク / Quickstrike
スプラングのリペイント。日本未発売。
オメガセンチネル / Omega Sentinel
オメガスプリームのリペイント。日本未発売。
ドレッドウイング / Dreadwing
ショックフリートのリペイント。日本未発売。
USAエディション シャークティコン / Sharkticon
サメ型戦艦に変形する。トイカード加盟店限定。
USAエディション ストームジェット / Slugslinger
双頭ジェット機に変形する。トイザらス限定。
USAエディション ウルトラマグナス
『マイクロン伝説』のウルトラマグナスとスペースマイクロンの塗装変更品のセット。トイカード加盟店限定。
ラピッドラン / Rapid Run
『マイクロン伝説』のダブルフェイスのリペイント。日本では未発売。
トレッドボルト / Treadbolt
『マイクロン伝説』のデバスターのリペイント。日本では未発売。
メガダイノボット / Mega-Dinobot
ティラノサウルスに変形するグリムロック／Grimlockとプテラノドンに変形するスワープ／Swoopのセット。グリムロックが上半身、スワープが下半身に変形するが、他のスーパーリンク製品とは互換性は無く、上下を入れ替えることもできない。日本では未発売。

### 限定エネルゴンウェポン
2003年12月26日から全国のジャスコでグランドコンボイ スーパーモード、ロードバスター、メガザラックの3種類の商品のパッケージに各1個がテープで直接貼り付けられて配布された。
限定版エナジースピア ロイヤルクリアエディション
2003年12月26日から全国のハローマックでグランドコンボイ スーパーモード、メガザラックのどちらかを購入した人に配布された。また、2004年1月1日以降にポスフール、ペリカン、ジョーシンキッズランド、平和堂の各店舗でグランドコンボイ　スーパーモード購入者に配布された。
限定版エナジーアックス ブラックホールエディション
2003年12月26日から全国のイトーヨーカドーでグランドコンボイ スーパーモード購入者に配布された。
限定版エナジーアックス アクアマリンエディション
全国のトイザらスで関連商品を2,000円以上購入した人に配布された。配布期間は第1回が2003年12月26日から、第2回が2004年1月1日からとなっている。
限定版エナジースピア クリアディープブルーエディション
限定版エナジーアックス クリアグリーンエディション
2004年2月発売のテレビマガジン3月号から募集された「トランスフォーマーファンクラブ」の会員応募者に配布された。
限定版エナジースピア ライトニングイエローエディション
2004年3月18日から全国のトイザらスでロディマスコンボイ購入者に配布された。
限定版エナジースピア ロデオマゼンタエディション
2004年3月18日から全国のイトーヨーカドーでロディマスコンボイかレッドアラートのどちらかを購入した人に配布された。
限定版エナジーアックス バイオレットクラスターエディション
ジャスコ限定配布の景品で、第1回は2004年3月18日からロディマスコンボイとレッドアラート、第2回が3月25日から発売されたSLグランドコンボイの3種類の商品のパッケージに各1個がテープで直接貼り付けられて配布された。パッケージにはキャンペーンを告知するステッカーも貼り付けられている。
限定版エナジーアックス ナチュラルグリーンエディション
2004年3月18日から全国のハローマックで、関連商品を購入した人に配布された。また、3月27日からはジョーシンキッズランドでも配布された。
限定版エナジーライデン オーバードライヴエディション
2004年5月27日から全国のゲーマーズ各店で開催された「トランスフォーマーフェア」の一環として、関連商品を2,000円以上の購入した人に配布された。
名称の「オーバードライヴエディション」は、タカラのサイトや各ホビー誌での告知に使われたもので、ゲーマーズでの告知では「オーバードライブバージョン」と表記されていた。
また、付属の説明書にはエネルゴンスターでは無く「エナジースター」と表記されている。
限定版エナジーカッター デイライトアタックエディション
2004年7月から店頭でグランドコンボイか、ウイングセイバーを購入した人に配布された。
限定版エナジースピア コロナフレイムエディション

限定版エナジースピア ディープパープルエディション

限定版エナジーブレード ナイトファントムエディション

### 限定マイクロン
ウィンドチャージャー　アニバーサリーエディション / City Stealth Team
クリフジャンパーのリペイント。アクセル、スロットル、スクリューの3体。合体するとウィンドチャージャーになる。
全国のトイザらスで関連商品を2,000円以上購入した人に、時期ごと（春、夏、秋）で一体ずつ無料配布された限定品で、2004年4月28日からアクセルが、8月10日からスロットルが、8月16日からスクリューが配布され、これのみ過去2回とは入手条件が異なり、オメガスプリームを購入した人に配布された。